# أسل عظيم الأوراق
أسل عظيم الأوراق (الاسم العلمي: Juncus megalophyllus) نوع نباتي يتبع جنس الأسل وينتمي إلى الفصيلة الأسلية.